# Mäntysaari (ö i Södra Savolax, S:t Michel, lat 61,34, long 27,04)
Mäntysaari är en ö i Finland. Den ligger i sjön Herajärvi och i kommunen Mäntyharju i den ekonomiska regionen  S:t Michel och landskapet Södra Savolax, i den södra delen av landet, 170 km nordost om huvudstaden Helsingfors. Öns area är 11 hektar och dess största längd är 0,9 kilometer i nord-sydlig riktning.